# Zorak
Zorak är en ort i Armenien. Den ligger i provinsen Ararat, i den centrala delen av landet, 14 kilometer sydväst om huvudstaden Jerevan. Zorak ligger 832 meter över havet och antalet invånare är 1 390.
Terrängen runt Zorak är platt. Runt Zorak är det ganska tätbefolkat, med 155 invånare per kvadratkilometer.. Närmaste större samhälle är Jerevan, 14,4 kilometer nordost om Zorak.
Trakten runt Zorak består till största delen av jordbruksmark.